# Кубок Швейцарії з футболу 1940—1941
16-й розіграш Кубка Швейцарії що проводився з 22 вересня 1940 по 22 травня 1941 року. Переможцем став клуб «Грассгоппер», який виграв цей трофей увосьме в історії.

## 3-й кваліфікаційний раунд
| Команда 1           | Рахунок   | Команда 2           |
| ------------------- | --------- | ------------------- |
| 10.11.1940, 14:30   |           |                     |
| Аарау               | 6:1       | Альштеттен Цюрих    |
| Базель              | 2:1       | Алльшвіль           |
| Беллінцона          | 1:2       | Про Даро Беллінцона |
| Б'єнн-Бужан         | 4:0       | Греніхен            |
| Блю Старз Цюрих     | 6:2       | Кройцлінген         |
| Брюль Санкт-Галлен  | 4:0       | Шафгаузен           |
| Кантональ Невшатель | 5:0       | Ла-Неввіль          |
| Конкордія Базель    | 1:0 (д.ч) | Делемон             |
| Дополоваро Женева   | 5:1       | Стад Лозанна        |
| Шефтланд            | 2:4 (д.ч) | Золотурн            |
| Фрібур              | 1:2       | Кеніц               |
| Лахен               | 3:1       | Цуг                 |
| Локарно             | 3:2       | Баден               |
| Мутьє               | 4:0       | Біршвельден         |
| Шаффгаузен          | 1:0       | Ювентус Цюрих       |
| Уранія Женева Спорт | 2:0       | СА Женева           |
| Веве Спортс 1899    | 6:1       | Мадреч Бль          |
| Кантональ Невшатель | 3:4 (д.ч) | Етуаль-Спортінг     |
| Цюрих               | 4:3 (д.ч) | Ерлікон Цюрих       |
| 15.12.1940, 14:30   |           |                     |
| Монтре-Спортс       | 1:2 (д.ч) | Монте               |

## 1/16 фіналу
| Команда 1           | Рахунок   | Команда 2           |
| ------------------- | --------- | ------------------- |
| 05.01.1941, 14:30   |           |                     |
| Гренхен             | 4:0       | Б’єнн-Бужан         |
| Лахен               | 2:6       | Грассгоппер Цюрих   |
| Люцерн              | 0:1       | Аарау               |
| Про Даро Беллінцона | 1:2       | Лугано              |
| Локарно             | 0:0 (д.ч) | Золотурн            |
| Янг Фелловз Цюрих   | 2:2 (д.ч) | Блю Старз Цюрих     |
| 12.01.1941, 14:30   |           |                     |
| Конкордія Базель    | 1:0       | Мутьє               |
| Дополоваро Женева   | 0:10      | Серветт Женева      |
| Кеніц               | 0:2       | Біль-Б'єнн          |
| Янг Бойз            | 6:0       | Кантональ Невшатель |
| Базель              | 3:3 (д.ч) | Нордштерн Базель    |
| 19.01.1941, 14:30   |           |                     |
| Монте               | 2:6       | Веве                |
| 26.01.1941, 14:30   |           |                     |
| Брюль Санкт-Галлен  | 0:2       | Санкт-Галлен        |
| Етуаль-Спортінг     | 1:3       | Ла Шо-де-Фон        |
| Уранія Женева Спорт | 1:2       | Лозанна             |
| 02.02.1941, 14:30   |           |                     |
| Шаффгаузен          | 1:2       | Цюрих               |

### Перегравання
| Команда 1         | Рахунок   | Команда 2         |
| ----------------- | --------- | ----------------- |
| 02.02.1941, 14:30 |           |                   |
| Блю Старз Цюрих   | 0:2       | Янг Фелловз Цюрих |
| Нордштерн Базель  | 2:0 (д.ч) | Базель            |
| Золотурн          | 4:5 (д.ч) | Локарно           |

## 1/8 фіналу
| Команда 1         | Рахунок   | Команда 2        |
| ----------------- | --------- | ---------------- |
| 26.01.1941, 14:30 |           |                  |
| Біль-Б'єнн        | 1:2       | Янг Бойз         |
| Веве              | 0:5       | Серветт Женева   |
| 02.02.1941, 14:30 |           |                  |
| Аарау             | 1:2 (д.ч) | Конкордія Базель |
| Лозанна           | 2:1       | Ла Шо-де-Фон     |
| Санкт-Галлен      | 2:4       | Лугано           |
| 09.02.1941, 14:30 |           |                  |
| Нордштерн Базель  | 2:4       | Гренхен          |
| Янг Фелловз Цюрих | 4:1       | Цюрих            |
| Грассгоппер       | 4:4 (д.ч) | Локарно          |

### Перегравання
| Команда 1         | Рахунок | Команда 2   |
| ----------------- | ------- | ----------- |
| 16.02.1941, 14:30 |         |             |
| Локарно           | 1:3     | Грассгоппер |

## Чвертьфінали
| Команда 1         | Рахунок | Команда 2         |
| ----------------- | ------- | ----------------- |
| 09.02.1941, 14:30 |         |                   |
| Серветт Женева    | 6:2     | Лугано            |
| 16.02.1941, 14:30 |         |                   |
| Гренхен           | 2:0     | Янг Фелловз Цюрих |
| Янг Бойз          | 2:1     | Лозанна           |
| 23.02.1941, 14:30 |         |                   |
| Конкордія Базель  | 2:5     | Грассгоппер       |

## Півфінали
| Команда 1         | Рахунок   | Команда 2 |
| ----------------- | --------- | --------- |
| 02.03.1941, 14:30 |           |           |
| Грассгоппер       | 3:0 (д.ч) | Гренхен   |
| Серветт Женева    | 4:2       | Янг Бойз  |

## Фінал
Фінальний матч був зіграний 14 квітня 1941 на стадіоні Ванкдорф в Берні. Перегравання — 22 квітня там само.
| Команда 1               | Рахунок | Команда 2 |
| ----------------------- | ------- | --------- |
| 14.04.1941              |         |           |
| Грассгоппер             | 1:1     | Серветт   |
| перегравання 14.04.1941 |         |           |
| Грассгоппер             | 2:0     | Серветт   |